# 287 (số)
287 (hai trăm tám mươi bảy) là một số tự nhiên ngay sau 286 và ngay trước 288.